# 雷内·勒维
雷内·勒维（René Lew），法国精神病学家、拉康派著名精神分析家。

## 介紹
雷内·勒维是法国结构主义思想家、精神分析学家雅克·拉康的弟子，曾是由拉康亲手创办的巴黎弗洛伊德事业学院（École de la cause freudienne）的成员。1981年拉康去世后不久，他退出该协会，并且于1984年创立拉康派协会精神分析之维（dimension de la psychanalyse），是该协会的督导分析家。他现在还担任国际拉康组织Convergencia（聚合）的法国秘书长，曾在埃斯基罗尔精神病院（Hôpital Esquirol）长年开展工作，实践精神分析的临床，并且他还曾担任塞纳河畔伊夫里（Ivry-sur-Seine）医学与精神教育中心的主任医师。1987年，他在巴黎11区创立了精神分析门诊。他还是1982年创建的利西马科斯协会（Lysimaque）的主席。勒维出版了众多文章，会议论文，以及书籍。
勒维先生目前积极地在医院以及C. M. P. P.（医学心理学教育中心）开展多个研讨班，他发展出了一套关于自闭症和精神病的精神分析理论，该观念已经开始成为对青少年工作接待的典型模式之一。 他与精神病开展个体精神分析治疗工作长达三十余年。他曾多次前往欧洲各地、南美，甚至中国成都精神分析中心，参加精神分析大会并开展精神分析的培训工作。
由他编辑的精神分析期刊有：眼眸（La part de l`œil），弗洛伊德阅读笔记（Cahiers de lectures freudiennes）共22期。

## 主要著述
- René Lew，Politique du corps et de l'écriture，2015，Lysimaque/雷内.勒维，书写与身体的政治，2015年，巴黎Lysimaque出版社；
- René Lew，La « chose » en psychanalyse，2015，Lysimaque/雷内.勒维，精神分析中的大写之物,2015年，巴黎Lysimaque出版社。
- René Lew ，Les négations freudiennes 2017，Lysimaque/雷内.勒维，弗洛伊德的诸种否定,2017年，巴黎Lysimaque出版社。
- René Lew ，Positions subjectives données comme psychotiques(théorie synoptique des psychoses)，2004， Lettres de la SPF/雷内.勒维，精神病患者作为背景的主体位置（诸种精神病的大纲性理论），2004年，SPF协会期刊。